# 9è districte de París
El 9è districte és un dels vint districtes de París, França. Es troba a la riba dreta del Sena.
Conté molts llocs d'interès, com ara el Boulevard Haussmann amb els seus grans centres comercials, les Galeries Lafayette i Printemps. Juntament amb els districtes 2n i 8è, conté un dels centres de negocis de París, centrat a l'Opéra Garnier.

## Geografia
El 9è districte té una àrea de 2,179 km².

## Demografia
El 9è districte va assolir la seva població màxima el 1901, quan tenia 124.011 habitants. Des d'aleshores, s'ha convertit en un districte més comercial que residencial. A l'últim cens (1999), la població era de 55.838 habitants, i comptava amb 111.939 llocs de treball.

### Població històrica
| Any (dels censos francesos) | Població | Densitat (hab. per km²) |
| --------------------------- | -------- | ----------------------- |
| 1872                        | 103.767  | 47,600                  |
| 1901 (població màxima)      | 124.011  | 56,912                  |
| 1954                        | 102.287  | 46,921                  |
| 1962                        | 94.094   | 43,182                  |
| 1968                        | 84.969   | 38,994                  |
| 1975                        | 70.270   | 32,249                  |
| 1982                        | 64.134   | 29,433                  |
| 1990                        | 58.019   | 26,626                  |
| 1999                        | 55.838   | 25,626                  |

## Barris
Cadascun dels vint districtes de París se subdivideix en quatre barris (quartiers). Aquests són els quatre barris del 8è districte:
- Quartier Saint-Georges
- Quartier de la Chaussée-d'Antin
- Quartier du Faubourg Montmartre
- Quartier de Rochechouart

## Mapa

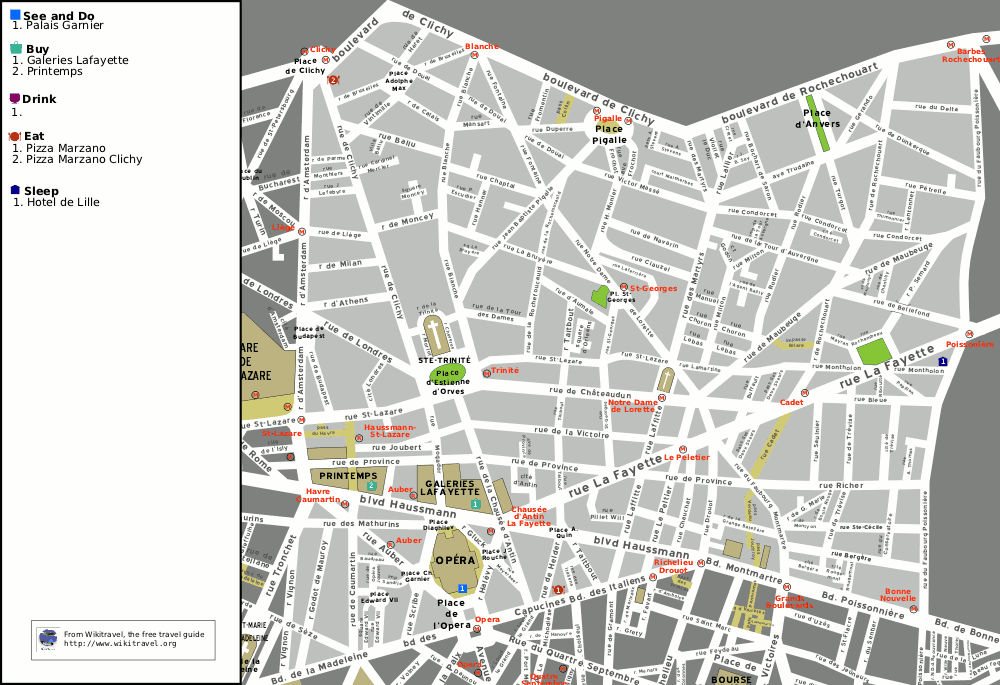
Mapa del 9è districte

## Llocs del 9è districte

### Llocs d'interès
- Paris Olympia
- Folies Bergères
- Opéra Garnier
- Galeries Lafayette
- Printemps
- Musée Grévin
- Musée Gustave Moreau
- Parts de la zona Pigalle
- Takashimaya Paris

### Carrers i places
- Boulevard Haussmann (en part)
- Rue de la Chaussée-d'Antin
- Passage du Havre
- Square Montholon